# 関門海
株式会社関門海（かんもんかい）は、とらふぐ料理専門店「玄品」、カジュアルフレンチレストランARIA.C（アリアッチ）を展開する会社である。本社は大阪府松原市三宅東1丁目8番7号。
2024年5月15日現在における店舗数は、直営43店舗、フランチャイズ24店舗、その他業態1店舗である。

## 概説
1980年に、創業者である山口聖二が大阪府藤井寺市にてとらふぐ料理専門店の「ふぐ半」を創業。ふぐを下関を通さずに生産地から安く直接仕入れを行い、てっちりが1980円など安価で料理を提供したことから、好評となる。1989年5月18日に株式会社さかな亭を設立、従業員への暖簾分けをはじめる。しかし、各店長の収入が激増したこともあり、店舗の経営がいい加減になり業績が下降。1999年11月に暖簾分け制度を廃止し、各店舗を営業譲渡により本社直営とする。2001年3月に商号を現在の株式会社関門海に変更し、2002年6月から店舗名を「玄品ふぐ」に統一する。2004年11月にはフランチャイズ展開もはじめた。
2005年に創業者・山口聖二が死去し、遺族3人が2007年2月に相続税を同社の株式で物納したために、上場会社では極めて珍しく、一時財務大臣（国）が筆頭株主になっていた。その後2007年11月に創業者一族の資産管理会社であるヤタガラスホールディングスが同社に対する株式公開買い付け（TOB）を実施、財務省がこれに応じたため、筆頭株主がヤタガラスホールディングスに戻っている。また同社では2007年10月にサッポロビールと資本業務提携を結ぶことを発表しており、TOB実施後の2008年1月にヤタガラスホールディングスからサッポロビールに同社株式が譲渡されている。
2007年2月13日に民事再生手続を申請した（株）かね治（東大阪市、食材宅配サービス、平成18年12月期の売上高43億円）のスポンサーに内定、3月22日に当社100%出資で受皿となる子会社（カネジ）を新たに設立、4月3日かね治から2億2000万円で事業譲渡を受ける契約を締結した。なお、カネジは後に合併を経てトドクックとなり、さらに現在はグループ外の同名の会社が営業を継承している。
2011年4月12日、「継続企業の前提に関する重要事象等」を平成23年11月期第1四半期決算短信より掲載。平成23年11月期第2四半期連結決算では債務超過に陥った。この債務超過は2012年5月31日に第三者割当増資を行ったことにより解消、2013年5月15日には営業利益、経常利益、当期純利益並びに営業活動によるキャッシュ・フローとも黒字を確保したこともあり、平成25年3月期決算短信より「継続企業の前提に関する重要事象等」の記載を解消している。
2011年12月、田中正が代表取締役社長に就任。
2012年8月、サッポロビールとの資本提携を解消し、サッポロビールが保有する関門海株式を関門海の波戸淳司副社長が買い取ることになった。その後、2014年9月に今度はサントリービア&スピリッツを引受先とする第三者割当増資を実施。同年10月からは、店舗で提供するビールやウイスキーのアルコール飲料の一部がサッポロビールなどからサントリーの商品に入れ替えられることになった。
2016年8月1日、これまで東京証券取引所マザーズに上場していたが、市場選択制度により東京証券取引所第二部に上場市場を変更。
2017年11月1日、店舗運営管理・フランチャイズ本部事業を「株式会社宗國玄品ふぐ」へ、東日本の直営店舗事業を「株式会社東國玄品ふぐ」へ、西日本の直営店舗事業を「株式会社西國玄品ふぐ」へ、それぞれ会社分割を行い持株会社となった。なお、2020年4月1日には「株式会社宗國玄品ふぐ」が「株式会社東國玄品ふぐ」及び「株式会社西國玄品ふぐ」を吸収合併、2023年10月1日には「株式会社関門海」が「株式会社宗國玄品ふぐ」を吸収合併している。
2017年4月より「玄品ふぐ 神楽坂の関（現「玄品 神楽坂」）」にて、株式会社新宮川協力のもと「三田宮川監修 玄品 鰻玄」としてうなぎ料理の提供を開始。2022年5月には鰻メニューの取り扱いを玄品の国内47店舗に拡大している。
2018年5月14日より全国の玄品ふぐ店舗(一部店舗除く)にて、『鱧(はも)料理』を秋までの期間限定で提供している。
2018年6月22日、山口（田原）久美子が代表取締役社長に就任。
2018年8月、運営店舗の屋号を一部店舗を除き「玄品」にリ・ブランディング、2020年からは屋号を「玄品」に統一している。
2022年4月4日、東京証券取引所による市場構造の見直しに伴い、スタンダード市場へ移行することになった。
近年はインバウンド需要や海外事業展開を踏まえて外国籍社員の採用と育成に積極的に取り組んでおり、2023年11月には在籍しているベトナム国籍社員が「第二回全日本ふぐ処理・調理技術大会」にて審査委員特別賞を受賞している。
2024年3月、大阪松原セントラルキッチンが「とらふぐ刺身」「とらふぐ（加熱用）」「とらふぐ身欠き」につき、HACCP認証を取得している。

## 展開店舗
- 「玄品」 - 2018年より、一部店舗をのぞき「玄品」に屋号を変更[22]。創業40周年にあたる2020年からは「玄品」に屋号が統一された[17]。
- 「玄品ふぐ」 - とらふぐ料理専門店（2002年6月～2020年）「玄品」に屋号統合
- 「玄品　以蟹茂」（げんぴんいかにも、旧・かに玄） - かに料理専門店（2005年12月～2017年9月）「玄品」に屋号統合
- 「ARIA.C」（アリアッチ） 川崎ラ チッタデッラ店 - スペイン＆イタリアンバル（2007年～）
- 「BAR DE G」（バルデゲー) - スペインバル（ららぽーと豊洲、2006年12月～2017年8月）
- 「アマークドパラディラッテ」 - 同志社大学京田辺キャンパス、株式会社バルニバービとの共同事業
- 「玄品直釜カレーめし」 - カレー専門店（2005年12月～2007年1月）
- 「えびおどーる by GENPIN」 - 車海老フライ専門店（2005年4月～2005年10月）
- 「カリーシェフ伝説」 - ごちそうカリー専門店（2005年6月～2005年10月）
- 「焼津漁港直送 まぐろ専門 トロバカ」 - まぐろ料理専門店（2010年4月～2012年10月）
- 「草思庵玄品コムンゴ」 - 朝鮮料理とふぐ料理のコラボレーションメニューを織り込んだ料理店（2012年8月～2012年10月）